# Kopet-Dag
De Kopet-Dag is een bergketen die de grens vormt tussen Iran en Turkmenistan. De bergketen heeft een lengte van ongeveer 650 km. Het gebergte bevindt zich ten oosten van de Kaspische Zee en de strekking is ongeveer oost-west. Ten noorden ervan bevindt zich de woestijn Karakum en ten zuiden ervan bevindt zich het Hoogland van Iran.
De hoogste top is 3191 meter hoog.
De Turkmeense hoofdstad Asjchabad bevindt zich aan de voet van het gebergte.